# DHL Fastest Lap Award
DHL Fastest Lap Award är ett pris inom Formel 1 som tilldelas föraren med flest snabbaste varv under en säsong. Priset delades för första gången ut säsongen 2007 och dess sponsor är logistikföretaget DHL. Under säsongen 2007 hade Kimi Räikkönen och stallkamraten Felipe Massa satt lika många snabbaste varv (6 stycken). Brittiska förare har vunnit priset sex gånger, tyska- och finländska förare tre gånger. Den förare som vunnit flest gånger är Lewis Hamilton.

## Vinnare

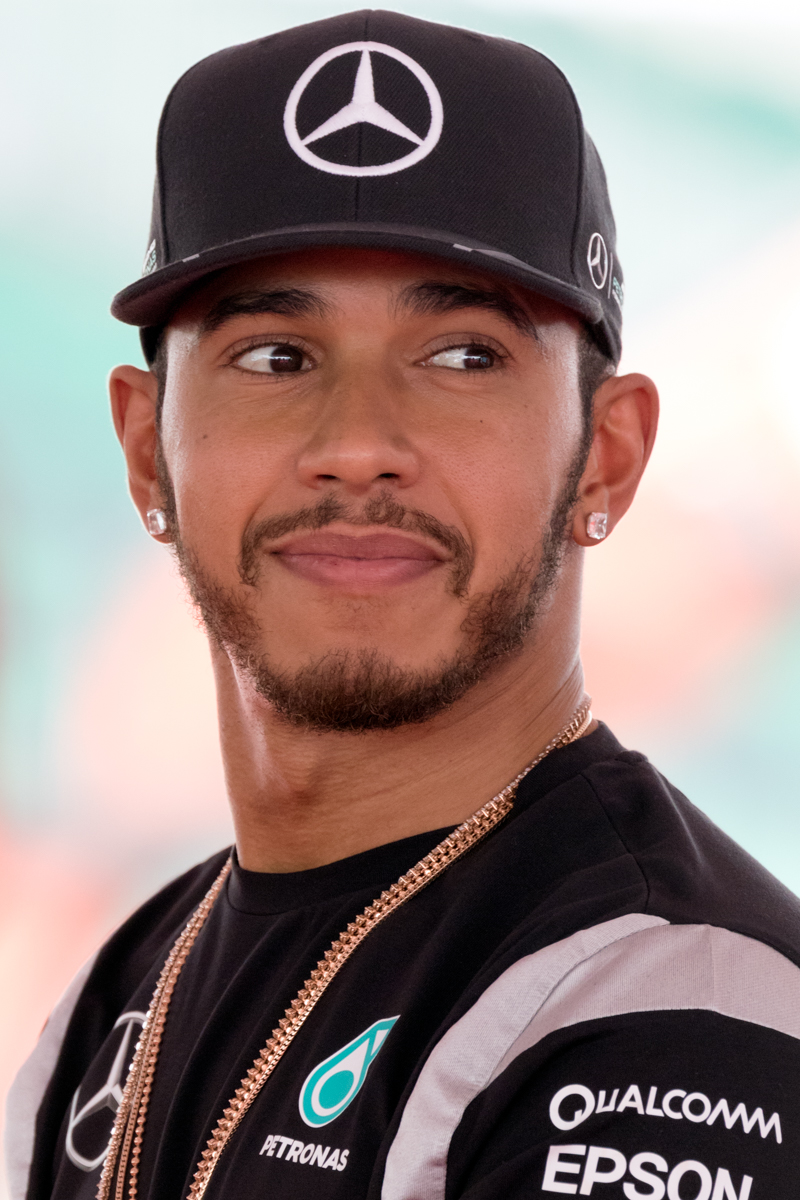
Lewis Hamilton (2016) har vunnit priset sex gånger, mer än någon annan förare.

| År   | Förare           | Nationalitet | Konstruktör | Bil                                | Snabbaste varv | Vinst         | Referenser           |
| ---- | ---------------- | ------------ | ----------- | ---------------------------------- | -------------- | ------------- | -------------------- |
| 2007 | Kimi Räikkönen   | Finländsk    | Ferrari     | Ferrari F2007                      | 6              | Lopp 17 av 17 | [ 5 ] [ 6 ]          |
| 2008 | Kimi Räikkönen   | Finländsk    | Ferrari     | Ferrari F2008                      | 10             | Lopp 13 av 18 | [ 7 ]                |
| 2009 | Sebastian Vettel | Tysk         | Red Bull    | Red Bull RB5                       | 3              | Lopp 17 av 17 | [ 8 ]                |
| 2010 | Fernando Alonso  | Spansk       | Ferrari     | Ferrari F10                        | 5              | Lopp 19 av 19 | [ 9 ]                |
| 2011 | Mark Webber      | Australiensk | Red Bull    | Red Bull RB7                       | 7              | Lopp 18 av 19 | [ 10 ]               |
| 2012 | Sebastian Vettel | Tysk         | Red Bull    | Red Bull RB8                       | 6              | Lopp 18 av 20 | [ 11 ]               |
| 2013 | Sebastian Vettel | Tysk         | Red Bull    | Red Bull RB9                       | 7              | Lopp 17 av 19 | [ 12 ]               |
| 2014 | Lewis Hamilton   | Brittisk     | Mercedes    | Mercedes F1 W05 Hybrid             | 7              | Lopp 18 av 19 | [ 13 ]               |
| 2015 | Lewis Hamilton   | Brittisk     | Mercedes    | Mercedes F1 W06 Hybrid             | 8              | Lopp 18 av 19 | [ 14 ]               |
| 2016 | Nico Rosberg     | Tysk         | Mercedes    | Mercedes F1 W07 Hybrid             | 6              | Lopp 20 av 21 | [ 15 ]               |
| 2017 | Lewis Hamilton   | Brittisk     | Mercedes    | Mercedes AMG F1 W08 EQ Power+      | 7              | Lopp 19 av 20 | [ 16 ]               |
| 2018 | Valtteri Bottas  | Finländsk    | Mercedes    | Mercedes AMG F1 W09 EQ Power+      | 7              | Lopp 20 av 21 | [ 17 ] [ 18 ]        |
| 2019 | Lewis Hamilton   | Brittisk     | Mercedes    | Mercedes AMG F1 W10 EQ Power+      | 6              | Lopp 20 av 21 | [ 1 ] [ 19 ]         |
| 2020 | Lewis Hamilton   | Brittisk     | Mercedes    | Mercedes-AMG F1 W11 EQ Performance | 6              | Lopp 14 av 17 | [ 20 ] [ 21 ] [ 22 ] |
| 2021 | Lewis Hamilton   | Brittisk     | Mercedes    | Mercedes-AMG F1 W12 EQ Performance | 6              | Lopp 22 av 22 | [ 23 ]               |

## Statistik
| Vinster | Förare           | År                           |
| ------- | ---------------- | ---------------------------- |
| 6       | Lewis Hamilton   | 2014, 2015, 2017, 2019, 2020 |
| 3       | Sebastian Vettel | 2009, 2012, 2013             |
| 2       | Kimi Räikkönen   | 2007, 2008                   |

| Land         | Vinster | Förare |
| ------------ | ------- | ------ |
| Brittisk     | 6       | 1      |
| Tysk         | 4       | 2      |
| Finländsk    | 3       | 2      |
| Australiensk | 1       | 1      |
| Spansk       | 1       | 1      |

| Vinster | Konstruktör | Förare |
| ------- | ----------- | ------ |
| 8       | Mercedes    | 3      |
| 4       | Red Bull    | 2      |
| 2       | Ferrari     | 2      |